# 1998 KM55
1998 KM55 är en asteroid i huvudbältet som upptäcktes den 23 maj 1998 av LINEAR i Socorro County, New Mexico.
Asteroiden har en diameter på ungefär 8 kilometer och den tillhör asteroidgruppen Eunomia.